# Ponjepetsluobbal
Ponjepetsluobbal är en sjö i Finland. Den ligger i kommunen Enare i landskapet Lappland, i den norra delen av landet, 1 100 km norr om huvudstaden Helsingfors. Ponjepetsluobbal ligger 155,2 meter över havet. Arean är 43,8 hektar och strandlinjen är 5,24 kilometer lång. Sjön  ingår i Neidenälvens huvudavrinningsområde.   Omgivningarna runt Ponjepetsluobbal är i huvudsak ett öppet busklandskap.